# Diecezja trebinjsko-mrkanska

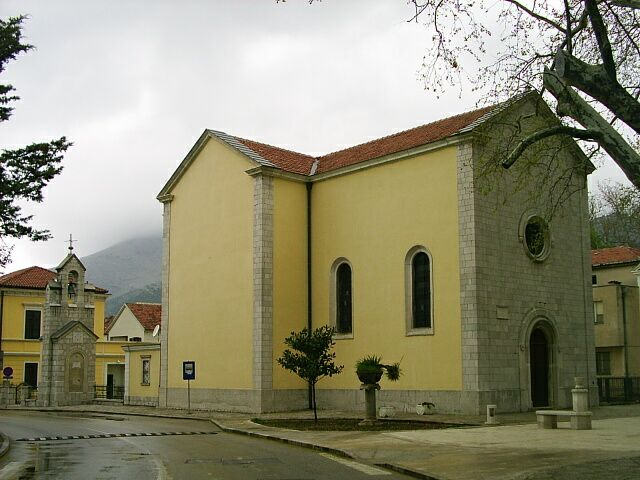
Katedra w Trebinje

Diecezja trebinjsko-mrkanska (łac.: Dioecesis Tribuniensis-Marcanensis, bośn. i chorw. Trebinjsko-mrkanska biskupija) – katolicka diecezja bośniacka położona w południowej części kraju. Siedziba biskupa znajduje się w Katedrze Narodzenia Najświętszej Maryi Panny w Trebinje.

## Historia
- 984 r. – utworzenie diecezji Trebinje, z terenów diecezji raguzańskiej,
- 1391 r. – zmiana nazwy na diecezję trebinjsko-mrkanską
- 8 lipca 1890 r. – zjednoczenie z diecezją mostarsko-duvnijską.